# Yemata Meiat Getachew
Yemata Meiat Getachew es una deportista etíope que compitió en taekwondo. Ganó una medalla de plata en los Juegos Panafricanos de 2011 en la categoría de –53 kg.

## Palmarés internacional
| Juegos Panafricanos | Juegos Panafricanos | Juegos Panafricanos | Juegos Panafricanos |
| Año                 | Lugar               | Medalla             | Categoría           |
| ------------------- | ------------------- | ------------------- | ------------------- |
| 2011                | Maputo (Mozambique) | Medalla de plata    | –53 kg              |